# Platýsi
Platýsi (Pleuronectoidei, Pleuronectiformes) je skupina převážně mořských paprskoploutvých ryb, obývajících zejména mořské dno. Nachází se v pobřežních vodách, ale jeho rozšíření je až po nejhlubší místa na Zemi (Marianský příkop). Živí se zejména jinými rybami a plži. Dosahují hmotností od několika gramů do desítek kilogramů a jsou hospodářsky významnou kategorií ryb.

## Stavba těla
Charakteristické v období dospělosti je pro ně plování po jedné straně diskovitého těla. Z přechodu od svislého plování k obrácenému o 90° dochází během změny z larválního stádia. Dochází rovněž k barevné změně, mimikrám, zejména kvůli způsobu života na mořském dně. Svrchní strana těla se podobá barvě mořského dna, do kterého se při nebezpečí nebo číhání na kořist často zahrabávají. Barva strany přivrácené ke dnu, tzv. slepé strany, je taková, aby splynula s vodou při pohledu zespoda, když ryba vystoupí výše (bílá, modrá, stříbrná atp.). Některé druhy dokáží měnit barvu i se změnou prostředí. Během dospívání dochází rovněž ke změně lebky, kdy dojde k postupnému přemístění jednoho oka ze strany, která bude později přisedlá ke dnu k oku na svrchní straně. Přisedání levou nebo pravou stranou je dáno příslušností k čeledi.

## Systém
- platýsi (Pleuronectoidei/Pleuronectiformes)
  - čeledi:
    - kambalovcovití (Psettodidae)
    - platušicovití (Citharidae)
    - kambalovití (Bothidae)
      - rod: kambala (Bothus)

    - kambalkovití (Achiropsettidae)
    - pakambalovití (Scophthalmidae)
      - pakambala velká (Psetta maxima)

    - platýsovcovití (Paralichthyidae)
    - platýsovití (Pleuronectidae)
      - platýs velký (Pleuronectes platessa)
      - platýs bradavičnatý (Platichthys flesus) – flundra obecná
      - platýs limanda (Limanda limanda) – falešný mořský jazyk, citrónový jazyk
      - platýs obecný (Hippoglossus hippoglossus) – halibut

    - samaridovití (Samaridae)
    - jazykovkovití (Achiridae)
    - jazykovití (Soleidae)
      - jazyk obecný (Solea solea) – mořský jazyk

    - jazykovcovití (Cynoglossidae)